# Скоробогатько, Александр Фёдорович
Алекса́ндр Фёдорович Скоробога́тько (род. 7 августа 1994) — российский легкоатлет, специалист по барьерному бегу. Выступал на профессиональном уровне в 2010-х годах, победитель и призёр первенств всероссийского значения, участник чемпионата Европы в Берлине. Представлял Москву, Краснодарский край и Тюменскую область. Мастер спорта России.

## Биография
Александр Скоробогатько родился 7 августа 1994 года. Начинал спортивную карьеру в городе Новороссийске Краснодарского края, позже также выступал за Москву и Тюменскую область. Тренеры — Г. Д. Чижова, Т. П. Зеленцова, А. В. Сивченко, А. А. Краус.
Будучи студентом, в 2013 году представлял Россию на домашней Универсиаде в Казани, где в программе бега на 400 метров с барьерами дошёл до стадии полуфиналов. Также в этом сезоне в составе российской национальной сборной стартовал на юниорском европейском первенстве в Риети — в той же дисциплине завоевал серебряную награду, уступив только своему соотечественнику Тимофею Чалому.
В 2015 году в 400-метровом барьерном беге стал пятым на молодёжном европейском первенстве в Таллине.
В 2016 году одержал победу на командном чемпионате России в Сочи и на Мемориале Куца в Москве, получил серебро на Мемориале братьев Знаменских в Москве, взял бронзу на чемпионате России в Чебоксарах.
В 2017 году с московской командой выиграл серебряную медаль в эстафете 4 × 200 метров на зимнем чемпионате России в Москве. На летнем чемпионате России в Жуковском стал серебряным призёром в беге на 400 метров с барьерами.
На чемпионате России 2018 года в Казани, представляя Тюменскую область, завоевал серебряные награды в 400-метровом барьерном беге и в эстафете 4 × 400 метров. В статусе нейтрального атлета стартовал на чемпионате Европы в Берлине — в дисциплине 400 метров с барьерами сошёл с дистанции в ходе полуфинального забега из травмы ноги, полученной на предварительном квалификационном этапе.
В 2019 году в барьерном беге на 400 метров одержал победу на чемпионате России в Чебоксарах.
Жена Оксана Скоробогатько (Спасовходская) — так же профессиональная легкоатлетка, бегунья на средние и короткие дистанции.